# El Salto, Cuautepec
El Salto är en ort i Mexiko.   Den ligger i kommunen Cuautepec och delstaten Guerrero, i den södra delen av landet, 300 km söder om huvudstaden Mexico City. El Salto ligger 97 meter över havet och antalet invånare är 725.
Terrängen runt El Salto är kuperad åt nordost, men åt sydväst är den platt. Runt El Salto är det glesbefolkat, med 19 invånare per kvadratkilometer. Närmaste större samhälle är Cuautepec, 7,3 km norr om El Salto. I omgivningarna runt El Salto växer huvudsakligen savannskog.